# Masonetta
Masonetta is een geslacht van spinnen uit de familie hangmatspinnen (Linyphiidae).

## Soorten
De volgende soorten zijn bij het geslacht ingedeeld:
- Masonetta floridana (Ivie & Barrows, 1935)